# I migliori del Bronx
I migliori del Bronx (Hangin' with the Homeboys) è un film del 1991 diretto da Joseph B. Vasquez, presentato in anteprima al Festival di Berlino 1991.
Una storia sulle devianze giovanili con un tocco "alla Eddie Murphy" sia per il forte senso dell'humor che per l'autenticità che ritrae i ragazzi di periferia.
Il cast è composto da giovani attori con importanti lavori al cinema, tra cui Doug E. Doug (Mo' Better Blues), Mario Joyner (Tre scapoli e un bebè), John Leguizamo (Vittime di guerra, A proposito di Henry, Revenge - Vendetta, 58 minuti per morire) e Nestor Serrano (Arma letale 2, Casa dolce casa?).

## Trama
Bronx (New York). Quattro amici fanno rotta verso Manhattan per una notte brava in città: l'ingenuo Johnny lavora in un supermarket; l'ambizioso Tom ha il sogno di diventare una star del cinema; Vinny è un gigolò rubacuori; infine, Willie è l'eterno disoccupato.
I ragazzi hanno ben poco in comune, senza gravi conflitti, a parte il desiderio di sfuggire al loro quartiere-ghetto per le mille luci di Manhattan. Qui, girano liberamente, trovano amici e perdono amanti in una notte di spaventi, sorprese, tensioni e amare verità che metterà a dura prova la loro così fragile amicizia.

## Curiosità
Il produttore del film, Richard Brick, scomparso nel 2014, è stato al fianco di Woody Allen in tre film, Harry a pezzi (1997), Celebrity (1998) e Accordi e disaccordi (1999), ma ha anche prodotto Il valzer del pesce freccia (1993) di Emir Kusturica e Caught (1996) diretto da Robert M. Young (premio Bergamo Film Meeting 1997).

## Riconoscimenti
- 1991 – Sundance Film Festival
  - Premio Waldo Salt per la Migliore sceneggiatura
- 1992 – Independent Spirit Awards
  - Nomination per il Migliore film
  - Nomination per il Migliore attore protagonista (Doug E. Doug)
  - Nomination per il Migliore regista (Joseph B. Vasquez)
  - Nomination per la Migliore attrice non protagonista (Mary B. Ward)
  - Nomination per la Migliore sceneggiatura (Joseph B. Vasquez)
  - Nomination per la Migliore colonna sonora